# Famille du Blé
 (juillet 2022).
Si vous disposez d'ouvrages ou d'articles de référence ou si vous connaissez des sites web de qualité traitant du thème abordé ici, merci de compléter l'article en donnant les références utiles à sa vérifiabilité et en les liant à la section « Notes et références ».
La famille du Blé est une ancienne famille noble de Bourgogne.

## Généalogie
Ses membres connus sont :

Blason aux armes des du Blé.

- Geoffroy du Blé, seigneur de Cormatin, connu en 1235.
- Guillaume du Blé, son fils, seigneur de Cormatin. Il a obtenu de Hugues, duc de Bourgogne, en 1267, que Cormartin serait toujours des fiefs de Bourgogne. Il est le père de Henri, qui suit, et Guillaume du Blé, évêque de Chalon (mort en 1294) qui a acheté pour son église le château de Palleau.
- Henri du Blé, fils du précédent, seigneur de Cormatin. Il reçoit en 1279 de Robert II de Bourgogne, par lettres patentes, 200 livres de rente pour son château de Cormatin qui a été abattu.
- Eudes du Blé, fils du précédent et de Jeanne, seigneur de Cormatin.
- Odet du Blé, fils du précédent, seigneur de Cormatin. Mort en 1380. Il s'est marié en 1364 à Marguerite de Bresse, fille de Hugues de Bresse et d'Alix de Bourbon. Il en eut :

Huguenin, qui suit,
Jeanne, mariée à Antoine de Rabutin
Marguerite, mariée à Jean Pioche, seigneur d'Aunoy-en-Nivernais
- Huguenin du Blé, fils du précédent, seigneur de Cormatin, échanson et écuyer du duc de Bourgogne, pannetier de madame de Nevers. Capitaine et châtelain de Châtel-Belin en 1422.
- Claude du Blé, fils du précédent et d'Annette de Saint-Aubin, seigneur de Cormatin et du Boschet. Capitaine et gouverneur des châteaux de Lordon et de Boutavant. Il vivait encore en 1491. Marié à Agnès d'Essertines, dame de Colanges, fille et héritière de Pierre d'Essertines. Il eut de son mariage :

Huguenin II du Blé, mort sans postérité et qui fit de son petit-neveu son héritier à la charge de porter son nom,
Philiberte du Blé, mariée en 1474 à Jean de Marcilly, puis à Henri, seigneur de Montfaucon
Catherine du Blé, qui suit.
- Catherine du Blé qui a épousé Jean de Mandelot puis Claude de (la) Laye, seigneur de Rotilia, dont elle eut Hugues, qui suit.
- Hugues de Laye, seigneur de Rotilia en Bresse. Il épousa Marguerite de Mandelot, dame de Cussy-la-Colonne et de Mandelot. Il en eut :

Huguenin de Laye, qui suit,
Antoinette de Laye, dame de Rotilia, mariée à Antoine de Montjouvent, seigneur de La Perrousse.
- Huguenin de Laye, seigneur de Cussy-la-Colonne et de Mandelot. Il fut substitué aux biens de la maison du Blé par son grand-oncle, Huguenin II du Blé, dont il porta le nom et les armes. Il est marié en juillet 1513 à Anne de Magdelaine, fille d'Édouard, seigneur du Boschet, bailli d'Auxois. Il a eu pour enfants :

Jean du Blé, prieur de Saint-Marcel près de Châlons, de Ruilly en Berry et de Cosne, grand vicaire de l'abbaye de Cluny.
Pétrarque, qui suit,
Gérard, chanoine de Chalon,
Antoine, seigneur de Mandelot et de Cussy-la-Colonne
Isabeau, archiprieure de Lancharre
Marguerite, prieure de Pulley
Blaise du Blé, mariée à Pantaleon de Saint-Clément
- Pétrarque du Blé, seigneur de Cormatin et chevalier de l'Ordre du Roi. Il épousa en 1537 Catherine de Villars-Sercy, dame d'Uxelles, fille aînée de Claude de Villars, seigneur de Sercy, baron d'Uxelles, et d'Anne de Groslée. Il eut pour enfants :

Antoine, qui suit,
Hugues, prieur de Saint-Marcel, de Cosne et de Ruilly,
Jean, mort à la bataille de Lépante en 1571,
Nicolle mariée à François Colombier, seigneur de Savigny et de Saint-Remiré,
Emarre, archiprieure de Lancharre
- Antoine du Blé, seigneur de Cormatin, baron d'Uxelles, gouverneur de la ville et citadelle de Chalon, lieutenant général au gouvernement de Bourgogne. Décédé le 19 mai 1616. Il sert à 17 ans au siège de Brouage puis à celui de Sedan et à la défense de Chaumont contre les reîtres.
Il assiste aux États généraux de Blois et participe à la bataille d'Arques où il a eu deux chevaux tués sous lui, puis aux sièges de Paris et de Rouen, à des combats en Champagne, à la défaite des Espagnols à Marseille, commandant la Compagnie des gens d'armes du duc de Guise, enfin à la réduction de la Bourgogne.
Il a épousé en septembre 1580 Catherine Aimée de Beauffremont, fille de Nicolas, baron de Sennecey, chevalier de l'Ordre du roi, grand prévôt de France, bailli de Chalon, et de Denise Patarin, dame de Crusilles. Il a eu pour enfants :

Jacques, qui suit,
Henri, mort en 1669,
Éléonore, mariée à François de Nagu, marquis de Varennes, chevalier des Ordres du roi, gouverneur d'Aigues-Mortes,
Constance, abbesse de Saint-Menoux,
Minerve, prieure de Puley.
- Jacques du Blé, marquis d'Uxelles, seigneur de Cormatin... En 1611 il est pourvu de la charge de gouverneur de la ville et citadelle de Chalon après démission de son père. Décédé au siège de Privas en 1629.
Conseiller d'honneur du parlement de Bourgogne comme Lieutenant général de la Bourgogne.
En 1613 il a une compagnie d'ordonnance et est nommé mestre de camp de son régiment d'infanterie, le régiment d'Uxelles.
En 1625 il est maréchal de camp de l'armée du connétable de Lesdiguières dans la guerre que menait la France alliée au duc de Savoie contre la république de Gênes. Il a participé à la prise de Gavi. La guerre s'est terminée par le traité de Monzón, le 5 mars 1626.
Puis il commande les troupes envoyées en 1628 pour secourir le duc de Mantoue pendant la guerre de succession de Mantoue.
 Il avait été fait conseiller d'État en 1613 et chevalier des Ordres du roi en janvier 1621.
Il a épousé en juillet 1617 Claude Phélypeaux, fille de Raymond Phélypeaux d'Herbault, seigneur d'Herbault, conseiller d'État et Trésorier de l'Épargne, et de Claude Gobelin. Il a eu pour enfants :

Louis Chalon, qui suit,
Anne, mariée en janvier 1646 à Henri de Beringhen, fils de Pierre Beringhen originaire des Pays-Bas qui avait été premier valet de chambre d'Henri IV et de Madelene de Bumo, seigneur d'Armainvilliers, premier Écuyer du roi le 10 août 1645, chevalier des Ordres du roi le 31 décembre 1661, tué au siège de Besançon le 18 mai 1674.
Jacques-Louis de Beringhen, marquis de Châteaunef, comte du Plessis-Bertrand, seigneur d'Armainvilliers, né en 1651 et mort le 1er mai 1723. Il épouse en 1677 Marie-Madeleine-Élisabeth-Fare d'Aumont petite-fille du chancelier Le Tellier. Premier écuyer du roi le 31 décembre 1688. Il est gouverneur de la citadelle de Marseille en 1679, premier écuyer, membre du Conseil des Affaires du Dedans du Royaume sous la Régence, directeur des Ponts et Chaussées.
- Jacques-Louis II de Beringhen, né en 1680, mort en 1723. Marié le 9 février 1708 à Marie-Louise-Henriette de Beaumanoir-Lavardin (1er février 1690-15 décembre 1755), fille de Henri-Charles de Beaumanoir, marquis de Lavardin, et de Luise-Anne de Noailles. Maréchal de camp en 1718, premier écuyer du roi, gouverneur de la citadelle de Marseille en 1723.
- Marie-Louis-Nicole de Beringhen, née le 13 novembre 1708, religieuse à Faremoutiers en 1731.
- François-Charles de Beringhen, évêque du Puy, mort le 17 octobre 1742 à 51 ans
- Henri-Camille de Beringhen, marquis de Beringhen, d'Huxelles, comte du Plessis-Bertrand baron de Tenare et d'Orme, seigneur d'Ivry, de Bussy, de Monthélie et d'Armainvilliers, né en 1693, mort en 1770. Marié en mars 1743 à Angélique-Sophie de Hautefort, sœur du marquis de Hautefort. Premier écuyer du roi en 1724, gouverneur de Chalon-sur-Saône, gouverneur des châteaux de La Muette et de Madrid en 1734. Sans postérité.
- Anne-Marie-Madeleine de Beringhen, née en 1683, d'abord religieuse à Faremoutiers, puis abbesse de Notre-Dame du Pré au Mans de 1708 à sa mort, survenue le 23 février 1730, à l'âge de 47 ans,
- Anne-Bénigne-Fare-Thérèse de Beringhen, née en 1684, décédée le 26 septembre 1749. Mariée à Emmanuel-Armand de Vassé.
- Louise-Charlotte-Eugénie de Beringhen, née en 1686, abbesse de Faremoutiers à partir de 1721 jusqu'à sa mort survenue le 28 octobre 1726, à l'âge de 40 ans,
- Olympe-Félicité de Beringhen, née en 1689, abbesse de Faremoutiers à partir de 1726, écartée pour jansénisme en 1737, morte chez son frère à Paris le 11 août 1743 à l’âge de 54 ans,
- Marie-Louise de Beringhen, morte le 23 juillet 1746 à 50 ans. Mariée à Guy-Alexandre marquis de Vieuxpont et de Sencée,
- Lydie-Nicole de Beringhen, morte le 6 septembre 1730. Mariée à Hubert de Courtarvel, marquis de Pezé. Gouverneur des châteaux de La Muette et de Madrid, des ville et château de Rennes. Mestre de camp, lieutenant inspecteur du régiment du Roi infanterie, brigadier des armées du roi, puis maréchal de camp le 24 avril 1727. Il est mort le 23 novembre 1734 des blessures reçues le 19 septembre 1734 à la bataille de Guastalla, en Italie, pendant la guerre de Succession de Pologne.
Claude, religieuse à Lancharre,
Marie-Constance, abbesse de Saint-Menoux (1648-1677), puis de Faremoutiers, morte le 30 mai 1685.
- Louis Chalon du Blé, marquis d'Uxelles, seigneur de Cormatin, gouverneur de la ville et citadelle de Chalon, lieutenant général des armées du roi et du gouvernement de Bourgogne. Né le 25 décembre 1619. Mort, à la suite d'une blessure au cours d'une attaque dans la nuit du 9 au 10 août au siège de Gravelines, le 14 août 1658.
Il devient capitaine et gouverneur de la ville de Chalon peu après la mort de son père et ayant obtenu les provisions, il en fait serment entre les mains du maire et échevin de Chalon le 11 février 1634.
Il commence à porter les armes à 18 ans et reçoit un régiment d'infanterie peu après, servit ensuite dans 22 campagnes.
Il a épousé en février 1644 Gabrielle de la Grange, fille unique de Henri-Antoine de la Grange, seigneur de Montigny, et de Marie de Cirier, mais elle décède peu après sans enfants. En octobre 1645, il épouse Marie de Bailleul (décédée le 29 avril 1712 à l'âge de 86 ans), veuve de François de Brichanteau, marquis de Nangis et fille de Nicolas de Bailleul , marquis de Château-Gontier, président du parlement de Paris, chancelier de la Reine et surintendant des finances. Ils ont les enfants :

Louis-Chalon du Blé, né le 29 août 1648, mort en août 1669 pendant l'expédition de Candie.
Nicolas Chalon du Blé.